# تيم فالنتاين
تيم فالنتاين (بالإنجليزية: Tim Valentine)‏ هو محامي وسياسي أمريكي، ولد في 15 مارس 1926 في روكي ماونت في الولايات المتحدة، وتوفي في 10 نوفمبر 2015 بسبب قصور القلب. حزبياً، نشط في الحزب الديمقراطي.

## مناصب
- في انتخابات مجلس النواب الأمريكي 1990 [الإنجليزية]‏، انتخب عضو مجلس النواب الأمريكي عن دائرة North Carolina's 2nd congressional district [الإنجليزية]‏ وقد انضم خلال فترته النيابية [الإنجليزية]‏ (3 يناير 1991 – 3 يناير 1993)  للكتلة البرلمانية الحزب الديمقراطي.
- في انتخابات مجلس النواب الأمريكي 1992 [الإنجليزية]‏، انتخب عضو مجلس النواب الأمريكي عن دائرة North Carolina's 2nd congressional district [الإنجليزية]‏ وقد انضم خلال فترته النيابية [الإنجليزية]‏ (5 يناير 1993 – 3 يناير 1995)  للكتلة البرلمانية الحزب الديمقراطي.
- انتخب عضو مجلس نواب كارولينا الشمالية.
- انتخب عضو مجلس النواب الأمريكي.